# Gewoon varkensgras
Gewoon varkensgras (Polygonum aviculare) is een plant uit de duizendknoopfamilie (Polygonaceae). Het is een liggende of rechtopstijgende plant, die tot 2 m lang kan worden. De wortel is een penwortel. De soort groeit langs wegen en op bouwland en braakliggende grond. Het is een typische tredplant die nogal eens groeit op verder kale plekken van veelbespeelde voetbalvelden en landwegen.  De bladscheden zijn zilverig en schijnen door.
Het blauwgroene, 5-38 mm lange en 1,5-8 mm brede blad is ellipitisch en nagenoeg ongesteeld. De bladeren aan de hoofdstengel zijn iets groter dan de bladeren die aan de zijstengels groeien.
De bloempjes zijn roze of wit en hebben een doorsnede van circa 3 mm. Eén tot zes bloemen zitten bij elkaar in de bladoksels. Deze bloeien van mei tot november.
Gewoon varkensgras heeft dofbruine, driehoekige, 3 mm lange en 1,5 mm brede  dopvruchten. Deze zitten verborgen in het blijvende bloemdek.

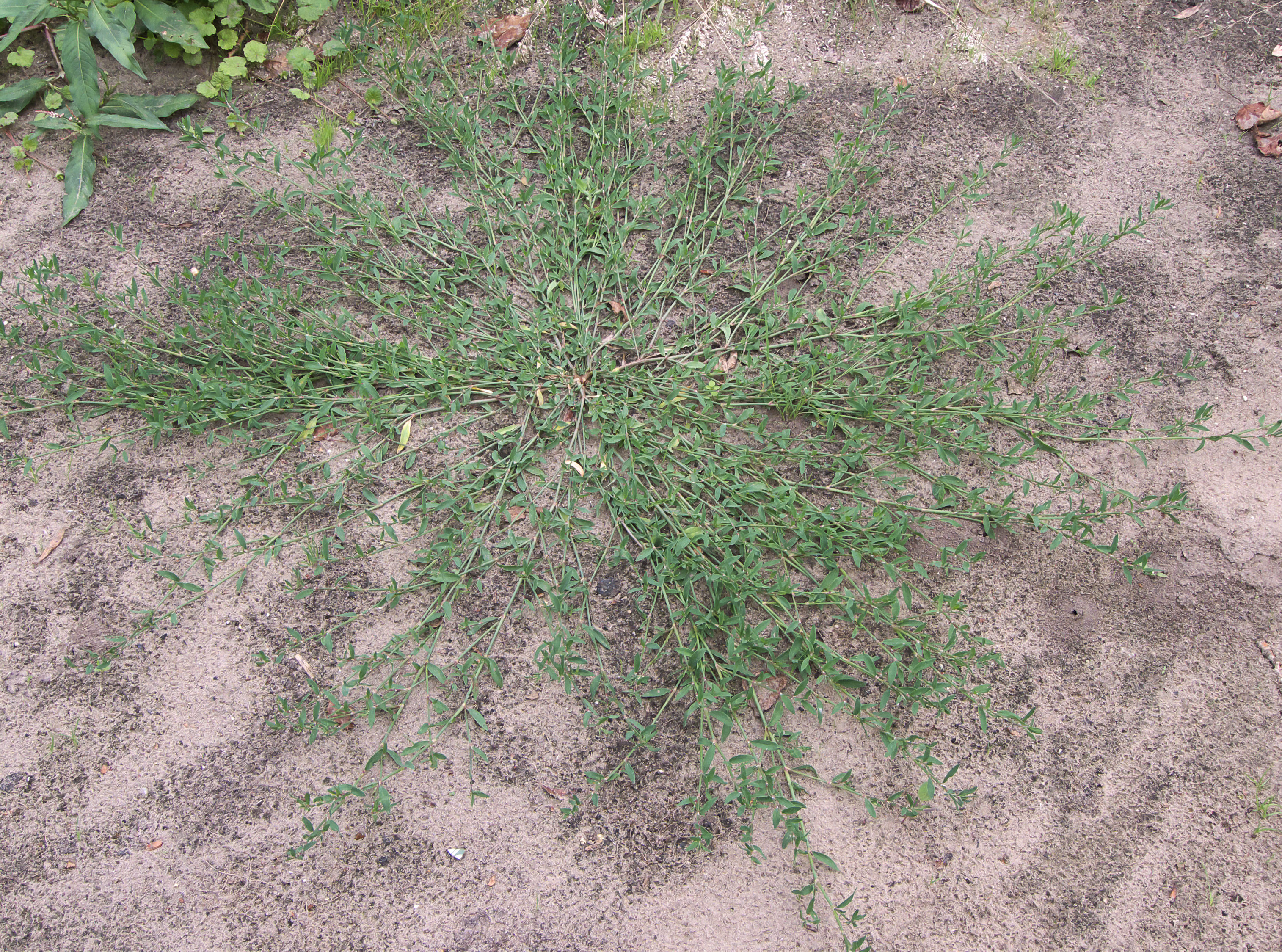
Plant
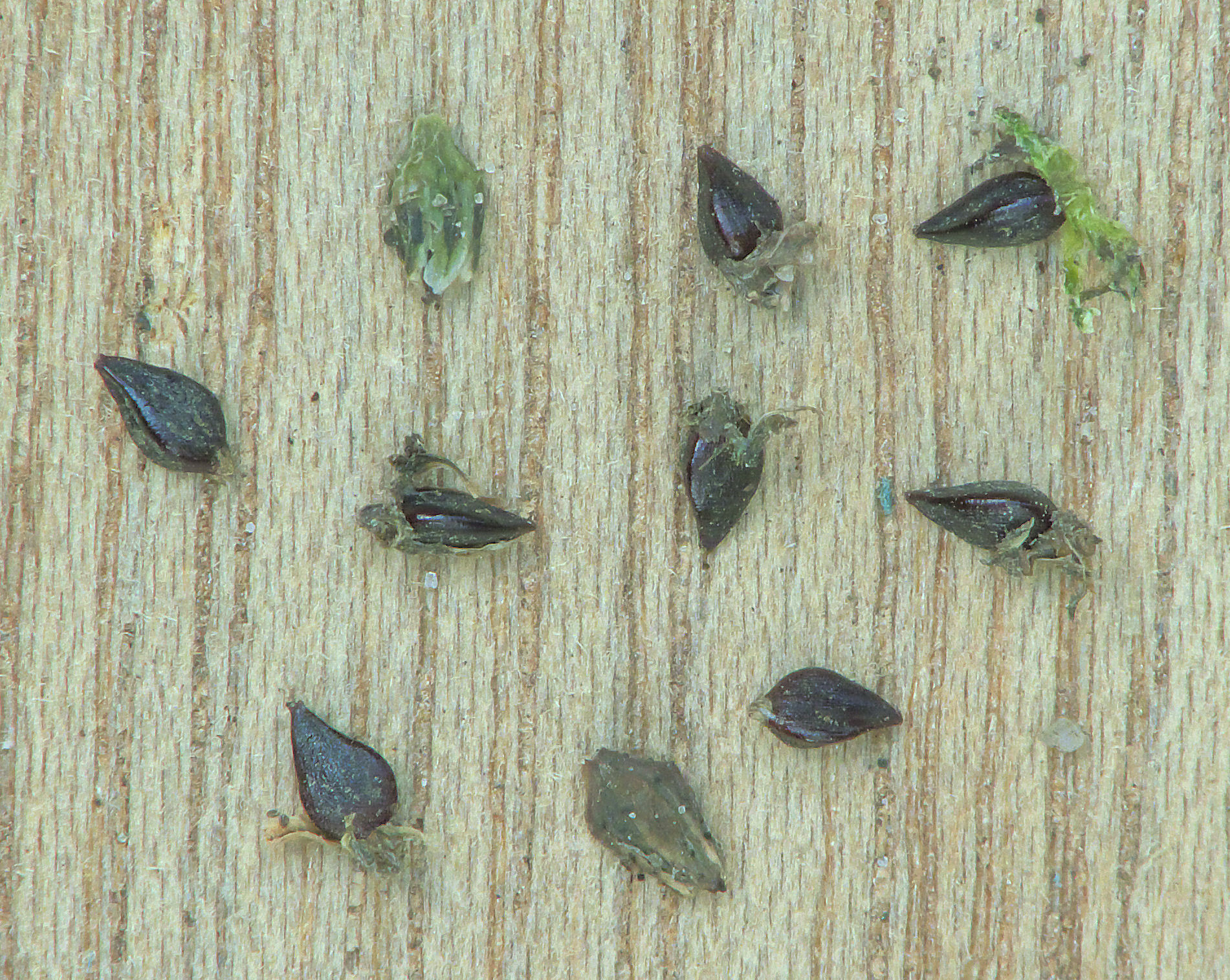
Vruchten